# Mirosława Modrzewska
Mirosława Modrzewska – polska  literaturoznawczyni, dr hab. nauk humanistycznych, profesor uczelni Instytutu Anglistyki i Amerykanistyki Wydziału Filologicznego Uniwersytetu Gdańskiego i Instytutu Pedagogiczno-Językowego Akademii Nauk Stosowanych w Elblągu.

## Życiorys
W 1980 r. ukończyła studia z zakresu filologii angielskiej na Uniwersytecie Gdańskim, w 1997 r. obroniła pracę doktorską pt. Tekst a świat przedstawiony w dramatach G.G. Byrona, której promotorem był prof. Andrzej Zgorzelski, w 2013 r. habilitowała się na podstawie pracy zatytułowanej Byron i Barok. Była adiunktem w Instytucie Anglistyki na Wydziale Filologicznym Uniwersytetu Gdańskiego.
Została zatrudniona na stanowisku profesora uczelni w Instytucie Pedagogicznym-Językowym Akademii Nauk Stosowanych w Elblągu, oraz w Instytucie Anglistyki i Amerykanistyki na Wydziale Filologicznym Uniwersytetu Gdańskiego.
Jest dyrektorem Instytutu Anglistyki i Amerykanistyki Wydziału Filologicznego Uniwersytetu Gdańskiego, a także członkiem Rady Dyscypliny Naukowej – Literaturoznawstwa Uniwersytetu Gdańskiego.